# U-17-Handball-Weltmeisterschaft der Männer
Die U-17-Handball-Weltmeisterschaft der Männer (offiziell IHF Men’s U17 World Championship) ist der offizielle Handballwettbewerb der besten Nationalmannschaften für männliche Handballspieler unter 17 Jahren. Er wird erstmals im Jahr 2025 von der International Handball Federation (IHF) veranstaltet.

## Die Turniere im Überblick
| Jahr | Austragungsland | Weltmeister | Ergebnis | 2. Platz | 3. Platz |
| ---- | --------------- | ----------- | -------- | -------- | -------- |
| 2025 | Marokko         | 12          | n. n.    | n. n.    | n. n.    |